# Église Notre-Dame-du-Grau
L'église Notre-Dame-du-Grau, anciennement Notre-Dame-d'Aiguesvives, est une église catholique située près des berges de l'Hérault à deux kilomètres au sud d'Agde, au lieu-dit le Grau-d'Agde, dans le département français de l'Hérault et la région Occitanie.
Elle constitue avec la chapelle Notre-Dame-de-la-Genouillade et la grotte de Notre-Dame de l'Agenouillade, le sanctuaire de l'Agenouillade, lieu de pèlerinage marial.

## Historique
Elle a été construite en 1584, ainsi qu'un couvent de capucins, par le connétable Henri Ier de Montmorency par agrandissement  d'une ancienne chapelle du Ve siècle.
Le premier édifice construit sur ce site fut à l'origine un oratoire au toit de chaume édifié par saint Sever, moine originaire de Syrie qui débarqua en ces lieux en l'an 456.